# 南头观音殿
南头观音殿，位于山西省运城市新绛县阳王镇南头村北池泊东侧，现为运城市文物保护单位。

## 建筑
南头观音殿仅存正殿，面积130平方米，元代建筑。坐南朝北。面阔五间，进深三间，悬山顶。檐下施五铺作斗拱。西墙有道教壁画3平方米。东墙壁画已不清。殿前右边有唐槐。

## 保护
2017年11月21日，南头观音殿公布为运城市文物保护单位，编号3-48。